# Ayumi hamasaki ARENA TOUR 2012 A 〜HOTEL Love songs〜
『ayumi hamasaki ARENA TOUR 2012 A 〜HOTEL Love songs〜』（アユミ・ハマサキ・アリーナ・ツアー・2012・エー・ホテル・ラブ・ソングズ）は、日本の歌手・浜崎あゆみが2012年に行ったアリーナツアーであり、2013年3月8日に発売のDVD及びBlu-rayである。なお、タイトルにある「A」はロゴ表記。

## 解説
浜崎あゆみのデビュー15周年を記念した5ヶ月連続リリースの第5弾として発売。本作では2012年10月11日の最終公演に出演した氣志團とのコラボレーションによる「One Night Carnival」を収録。

## 曲目
DVDはDISC-1（#1〜#20）、DISC-2（#21〜#24、スクリーン映像）
Blu-rayは全収録
1. Happening Here
2. Song 4 u
3. feedback
4. Tell me why
5. reminds me
6. appears
7. Missing
8. a cup of tea
9. Shake It♥
10. STEP you
11. NaNaNa
12. Sparkle
13. the next LOVE
14. Eyes, Smoke, Magic
15. kiss o' kill
16. Serenade in A minor
17. Ladies Night
18. Party queen
19. SURREAL 〜 evolution 〜 SURREAL
20. Love song
21. One Night Carnival
22. Boys & Girls
23. how beautiful you are
24. Thank U

スクリーン映像（4タイトル）

## 参加ミュージシャン
- 浜崎あゆみ：Vocal

バンドメンバー
- 浜崎大地：Drums
- エンリケ：Bass
- 野村義男：Guitar
- 清水俊也：Keyboards
- 宮崎裕介：Keyboards
- 濱田“ペコ”美和子：Chorus
- 山崎“プリンセス”陽子：Chorus
- Timothy Philip Wellard：Chorus
- いまふく まさみち